# Iago Falque
Iago Falque Silva (Vigo, Pontevedra, 4 de enero de 1990) es un futbolista español. Inició su carrera deportiva en La Masia del F. C. Barcelona de España.

## Trayectoria
Inicios
Mediapunta y extremo de técnica extraordinaria y gran visión de juego. Comenzó su carrera en equipos de su ciudad como el Victoria para después dar el salto al FC Barcelona con sólo 10 años. Durante años fue una de las grandes promesas de la cantera culé y del fútbol español. Ganó el europeo sub-17 disputado en Bélgica en 2007.
Juventus
En el Barça estuvo siete años, hasta que, al no contar para el técnico blaugrana, tuvo que buscar una salida. El 1 de septiembre de 2008 ficha por la Juventus, con la que firma un contrato por cuatro temporadas.
AS Bari
El 25 de agosto de 2009 la Juventus y el AS Bari llegaron a un acuerdo para la cesión hasta junio de 2010 de Falque al club blanquirrojo. Después de su fichaje fue convocado por la selección de fútbol sub-19 de España. El 17 de enero de 2010 vuelve de su cesión para jugar con el primer equipo de la Juventus.
Villarreal B
El 29 de julio el Villarreal y la Juventus llegaron a un acuerdo por la cesión por una temporada del futbolista al filial del equipo castellonense, el Villarreal "B". El 24 de octubre de 2010 hizo el debut con el primer equipo de Villarreal en el minuto 85 sustituyendo a Nilmar con el dorsal 37. Sólo disputó ese partido con el primer equipo, pero mostró un buen rendimiento en el filial.
Tottenham
En agosto de 2011 se hace oficial la noticia de su cesión al Tottenham Hotspur de la Premier League inglesa.
Southampton
En 2012 el medio ofensivo abandona definitivamente la Juventus y firma contrato por el Tottenham Hotspur, club que abona 3,5 millones de euros por su pase. Hasta el final de la presente temporada el futbolista actuó a préstamo en el Southampton Football Club, equipo que regresó a la Premier League aquella temporada.
UD Almería
En enero de 2013 el Tottenham Hotspur hizo oficial la cesión hasta el final de la temporada a la Unión Deportiva Almería del medio ofensivo, en busca de relanzar su carrera. En las filas del Southampton Football Club disputó 1 partido de la Premier League, 2 de la Europa League y 2 de la Capital One Cup con los "Spurs". En su nuevo club consiguió el ascenso a 1.ª División.
Rayo Vallecano
En el verano de 2013 volvió a ser cedido, esta vez al Rayo Vallecano de 1.ª División, con el cual jugó 28 partidos de liga y 3 de copa, anotando 3 goles.
Genoa CFC
Su buen nivel en Vallecas le sirvió para que, al terminar la temporada, su club lo traspasara al Genoa de la liga italiana. En Génova cuaja una magnífica campaña, consiguiendo marcar 13 goles en la Serie A, y finalizando 6.º con el equipo.
AS Roma
En junio de 2015 fue traspasado de nuevo, esta vez a la Roma, por 15,2 millones de euros. Aunque comenzó siendo titular, poco a poco fue perdiendo protagonismo con el cambio de entrenador y los fichajes de invierno. En total, marcó dos goles en la Serie A y uno en la Liga de Campeones.
Torino FC
El 18 de julio de 2016, se hizo oficial su cesión al Torino F.C. de la Serie A. El 4 de enero de 2017, tras marcar 8 goles y dar 3 asistencias en la primera mitad de la temporada, el club granate confirmó su adquisición a título definitivo.
Genoa CFC
El 31 de enero de 2020 regresó al Genoa CFC en calidad de cedido.
América De Cali
Fue contratado por el club colombiano como agente libre para la temporada 2022. Jugó el Torneo Apertura, la Copa Sudamericana 2022 y la Copa Colombia 2022 en los cuales no anotó goles. En el Torneo Finalización marcó dos tantos, pero una fractura de tibia le impidió disputar los cuadrangulares semifinales.

## Clubes
Actualizado hasta el 30 de octubre de 2022
| Club | Div.          | Temporada     | Liga  | Liga  | Liga  | Copas nacionales(1) | Copas nacionales(1) | Copas nacionales(1) | Torneos internacionales(2) | Torneos internacionales(2) | Torneos internacionales(2) | Total | Total | Total |
| Club | Div.          | Temporada     | Part. | Goles | Asis. | Part.               | Goles               | Asis.               | Part.                      | Goles                      | Asis.                      | Part. | Goles | Asis. |
| --- | ------------- | ------------- | ----- | ----- | ----- | ------------------- | ------------------- | ------------------- | -------------------------- | -------------------------- | -------------------------- | ----- | ----- | ----- |
| Juventus FC de Turín · Italia                                                                                          |               |               |       |       |       |                     |                     |                     |                            |                            |                            |       |       |       |
| 1.ª | 2008-09       | 0             | 0     | 0     | 0     | 0                   | 0                   | 0                   | 0                          | 0                          | 0                          | 0     | 0     |       |
| 1.ª | 2009-10       | 0             | 0     | 0     | 0     | 0                   | 0                   | 0                   | 0                          | 0                          | 0                          | 0     | 0     |       |
| AS Bari · Italia (cedido)                                                                                              |               |               |       |       |       |                     |                     |                     |                            |                            |                            |       |       |       |
| 1.ª | 2009-10       | 0             | 0     | 0     | 0     | 0                   | 0                   | -                   | -                          | -                          | 0                          | 0     | 0     |       |
| Villarreal B · España (cedido)                                                                                         |               |               |       |       |       |                     |                     |                     |                            |                            |                            |       |       |       |
| 2.ª | 2010-11       | 36            | 11    | 0     | 0     | 0                   | 0                   | -                   | -                          | -                          | 36                         | 11    | 0     |       |
| Villarreal · España (cedido)                                                                                           |               |               |       |       |       |                     |                     |                     |                            |                            |                            |       |       |       |
| 1.ª | 2010-11       | 1             | 0     | 0     | 0     | 0                   | 0                   | -                   | -                          | -                          | 1                          | 0     | 0     |       |
| Tottenham Hotspur Inglaterra (cedido)                                                                                  |               |               |       |       |       |                     |                     |                     |                            |                            |                            |       |       |       |
| 1.ª | 2011-12       | 1             | 0     | 0     | 1     | 0                   | 0                   | 5                   | 0                          | 0                          | 7                          | 0     | 0     |       |
| Southampton FC Inglaterra (cedido)                                                                                     |               |               |       |       |       |                     |                     |                     |                            |                            |                            |       |       |       |
| 2.ª | 2011-12       | 1             | 0     | 0     | 0     | 0                   | 0                   | -                   | -                          | -                          | 1                          | 0     | 0     |       |
| Tottenham Hotspur Inglaterra                                                                                           |               |               |       |       |       |                     |                     |                     |                            |                            |                            |       |       |       |
| 1.ª | 2012-13       | 1             | 0     | 0     | 2     | 0                   | 0                   | 2                   | 0                          | 0                          | 5                          | 0     | 0     |       |
| UD Almería · España (cedido)                                                                                           |               |               |       |       |       |                     |                     |                     |                            |                            |                            |       |       |       |
| 2.ª | 2012-13       | 22            | 2     | 6     | 0     | 0                   | 0                   | -                   | -                          | -                          | 22                         | 2     | 6     |       |
| Rayo Vallecano · España (cedido)                                                                                       |               |               |       |       |       |                     |                     |                     |                            |                            |                            |       |       |       |
| 1.ª | 2013-14       | 28            | 3     | 3     | 3     | 0                   | 0                   | -                   | -                          | -                          | 31                         | 3     | 3     |       |
| Genoa CFC · Italia |               |               |       |       |       |                     |                     |                     |                            |                            |                            |       |       |       |
| 1.ª | 2014-15       | 32            | 13    | 5     | 1     | 0                   | 1                   | -                   | -                          | -                          | 33                         | 13    | 6     |       |
| AS Roma · Italia |               |               |       |       |       |                     |                     |                     |                            |                            |                            |       |       |       |
| 1.ª | 2015-16       | 22            | 2     | 1     | 0     | 0                   | 0                   | 5                   | 1                          | 1                          | 27                         | 3     | 2     |       |
| Torino F.C. · Italia                                                                                                   | 1.ª           | 2016 - 2019   | 102   | 30    | 0     | 5                   | 2                   | 0                   | 1                          | 0                          | 0                          | 108   | 32    | 0     |
| Genoa CFC Italia | 1.ª           | 2020          | 10    | 2     | 0     | -                   | -                   | -                   | -                          | -                          | -                          | 10    | 2     | 0     |
| Benevento Italia | 1.ª           | 2020-21       | 5     | 1     | 0     | -                   | -                   | -                   | -                          | -                          | -                          | 5     | 1     | 0     |
| America de Cali Colombia                                                                                               | 1.ª           | 2022          | 10    | 2     | 1     | 0                   | 0                   | 0                   | 2                          | 0                          | 0                          | 12    | 2     | 1     |
| Total carrera | Total carrera | Total carrera | 269   | 65    | 15    | 12                  | 2                   | 1                   | 15                         | 1                          | 1                          | 308   | 69    | 18    |
| (1) Incluye datos de Copa del Rey, Copa de la Liga inglesa y Copa Italia. (2) Incluye datos de Liga Europa de la UEFA. |               |               |       |       |       |                     |                     |                     |                            |                            |                            |       |       |       |

## Palmarés

### Títulos nacionales
| Título               | Equipo            | Sede       | Año  |
| -------------------- | ----------------- | ---------- | ---- |
| Recopa de Costa Rica | L. D. Alajuelense | Costa Rica | 2024 |

## Palmarés

### Títulos internacionales
| Título                           | Equipo              | Sede     | Año  |
| -------------------------------- | ------------------- | -------- | ---- |
| Europeo Sub-17                   | Selección de España | Bélgica  | 2007 |
| Copa Centroamericana de Concacaf | L. D. Alajuelense   | Alajuela | 2024 |

## Vida personal
Es hijo de la senadora, ex-presidenta de la Diputación de Pontevedra del PSOE, Carmela Silva, y también exteniente de alcalde del Ayuntamiento de Vigo.